# 버스터 키턴
조지프 프랭크 "버스터" 키턴(영어: Joseph Frank "Buster" Keaton, 1895년 10월 4일 ~ 1966년 2월 1일)은 미국의 배우, 영화 감독, 각본가이다. 그는 '위대한 무표정'이라는 별명으로도 유명하다.
버스터 키튼은 엔터테인먼트 위클리가 선정한 위대한 배우에 선정되었고 1999년에는 미국 영화 연구소가 선정한 위대한 배우에서 남자 배우 중에 21번째로 선정되었다. 오슨 웰스는 그의 대표작인 《제너럴》을 가장 뛰어난 영화라고 평하였다.

## 생애

### 어린 시절

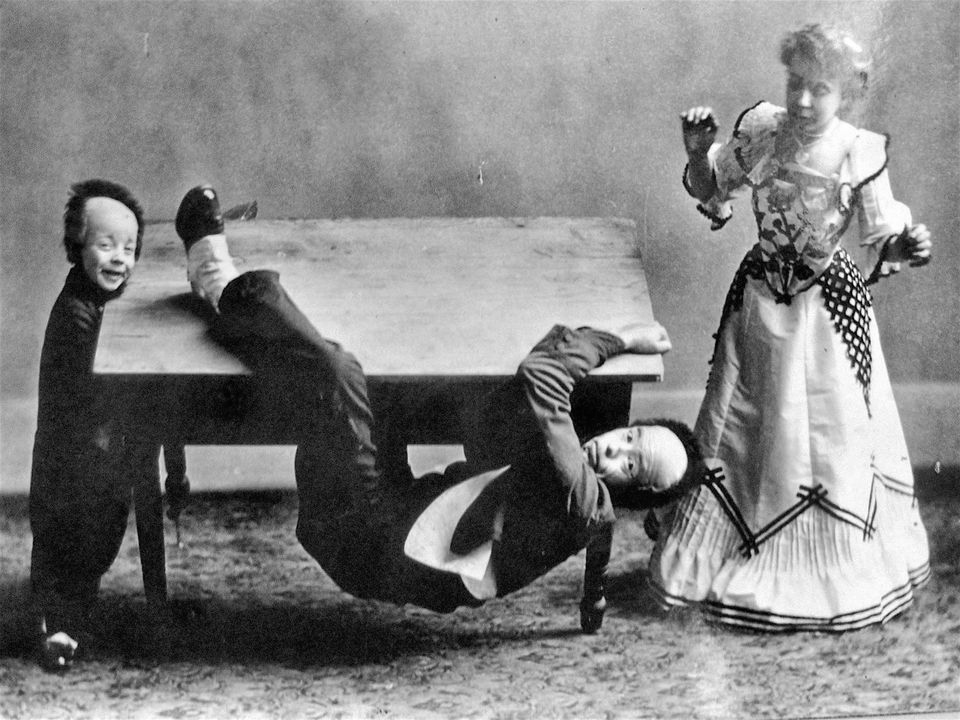
키튼과 그의 아버지, 조 키튼

키튼은 1895년 10월 4일에 보드빌을 하는 가족에게서 태어났다. 그의 아버지인 조 키튼와 어머니인 마이어나 키튼은 돌아다니면서 보드빌 공연을 하는 사람이었다. 그의 본명인 '조셉'이라는 이름은 가문의 전통에 의해 지어졌으며 '버스터'란 이름에 대해 키튼은 뒷날 말하기를 그가 어린 나이에 뛰어난 연기를 펼치자 마술사인 해리 후디니가 '저 아이는 대단하게 튼튼한 아이 (Buster) 야'라고 말해 그때부터 자신의 이름이 되었다고 말하였다.
키튼은 3살 때부터 가족들과 함께 '세명의 키튼' (The Three Keatons)이라는 보드빌 공연을 하기 시작하였는데 그는 1899년에 윌밍턴에서 처음 공연을 하였다. 이때부터 그와 그의 가족은 인기를 얻으면서 여러곳에서 공연하기 시작하였다. 키튼은 어릴 때부터 스턴트 연기를 시작하였는데, 그 연기란 그의 아버지가 그를 무대에서 다른 곳으로 던지는 것이었다. 이것은 아동 학대에 해당되었으나 키튼은 계속 이런 연기를 하였는데 그 이유는 타박상이나 뼈가 부러지지 않았기 때문이다. 그러나 그의 나이가 21세가 되면서 그의 아버지가 알코올 의존증에 빠지면서 공연에 지장을 받게 되면서 키튼은 뉴욕으로 가게 되면서 그의 연기 생활은 보드빌에서 영화로 가게 된다.

### 무성 영화 시절

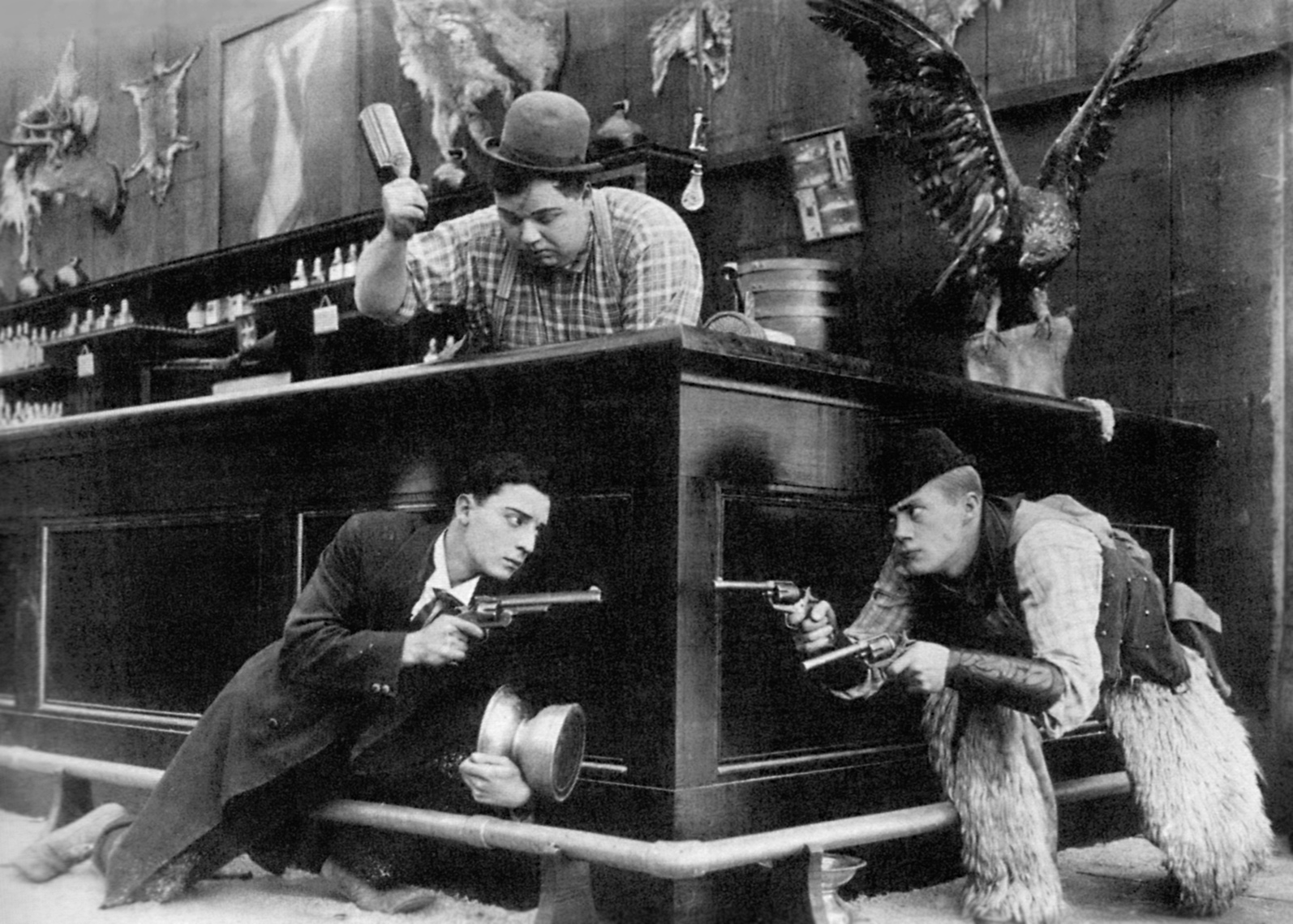
로스코에 아버클과 함께 출연한 《서부로》

1917년에 키튼은 뉴욕에서 조셉 M. 솅크 밑에 있던 로스코에 아버클을 만나게 되었다. 아버클과 키튼은 서로 같이 영화에 출연하기 시작하였는데, 그 첫 영화는 《정육점 소년》이었다. 이후 둘은 키튼이 제2차 세계대전에 참전해 잠시 비운 것을 제외하면은 1920년까지 활동하였다.
키튼은 1920년에 《바보》에 처음으로 장편 영화에서 중요한 역할로 출연하게 되었다. 키튼이 이 역을 맡도록 도와준 사람은 더글라스 페어뱅크스로 키튼은 이 영화로 인기를 얻기 시작하였다.
이렇게 인기를 얻게 된 키튼은 아버클에게서 독립하고 솅크는 키튼에게 2릴 짜리 단편 영화를 제작할 수 있도록 제작을 맡게 되었다. 이때부터 키튼은 자신이 연출하면서 영화를 만들기 시작한다. 이때 단편영화로는 《일주일》 (1920), 《하이 사인》 (1921), 《경찰》 (1922) 등이 있다.
키튼은 《사랑의 둥지》 (1923)를 끝으로 단편 영화를 끝내고 《세가지 시대》 (1923) 로 장편 영화를 제작하기 시작하였다. 《세가지 시대》 이후로 키튼은 《우리의 환대》 (1923), 《셜록 2세》 (1924), 《네비게이터》 (1924), 《일곱 번의 기회》 (1925) 등을 제작하였다. 1926년에 키튼은 《제너럴》에서 남북 전쟁에서 벌어지는 기차 추격전 이야기를 제작하였는데 이 영화는 현재 키튼의 최고작으로 뽑히고 있지만 당시 평론가들로부터 환영받지 못해 흥행에서 실패하게 된다.

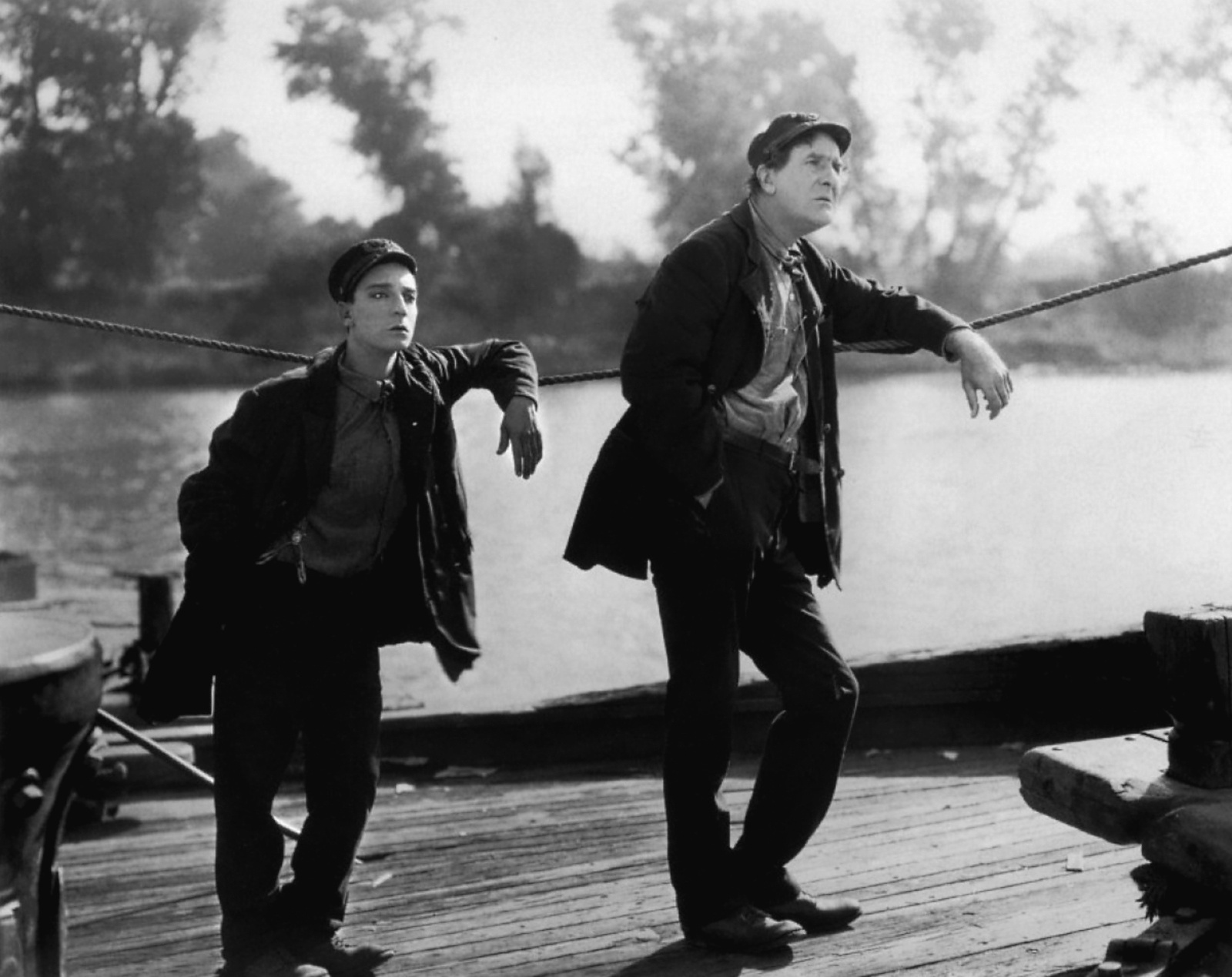
《스팀보트 빌 주니어》

키튼이 《제너럴》에서 많은 제작비를 투입하였기 때문에, 《제너럴》의 실패로 키튼은 경제적으로 위기를 겪게 되었는데 키튼은 당시 자신의 영화를 배급해주던 유나이티드 아티스츠에서 계속 활동하기 어렵게 되었다. 키튼은 유나이티드 아티스츠에서 《대학》 (1927), 《스팀보트 빌 주니어》 (1928) 등의 독립 영화를 더 제작하였으나 흥행이 되지를 않았다.
마침내 키튼은 경제적인 위기로 인해 솅크의 후원을 받아 독립 영화를 제작하는 것을 포기하고 대형 영화사였던 메트로-골드윈-메이어 (MGM) 와 계약하게 되었다. 이로써 키튼은 자신의 경력을 마치게 되었다. 뒷날 키튼은 인터뷰를 통해 당시 이 계약이 자신의 인생에서 가장 큰 실패였다고 밝혔다.
1928년에 키튼은 MGM에서 《카메라맨》 (1928), 《결혼은 했지만》 (1929) 을 제작하였는데 이 두 영화는 MGM에서 제작된 마지막 무성 영화였다. 그러나 두 영화도 흥행에 실패하게 되었다. MGM은 또한 키튼에게 제대로 된 대우를 하지 않으면서 키튼은 점점더 힘들어지게 된다.

### 무성 영화 이후와 1950년대 이전

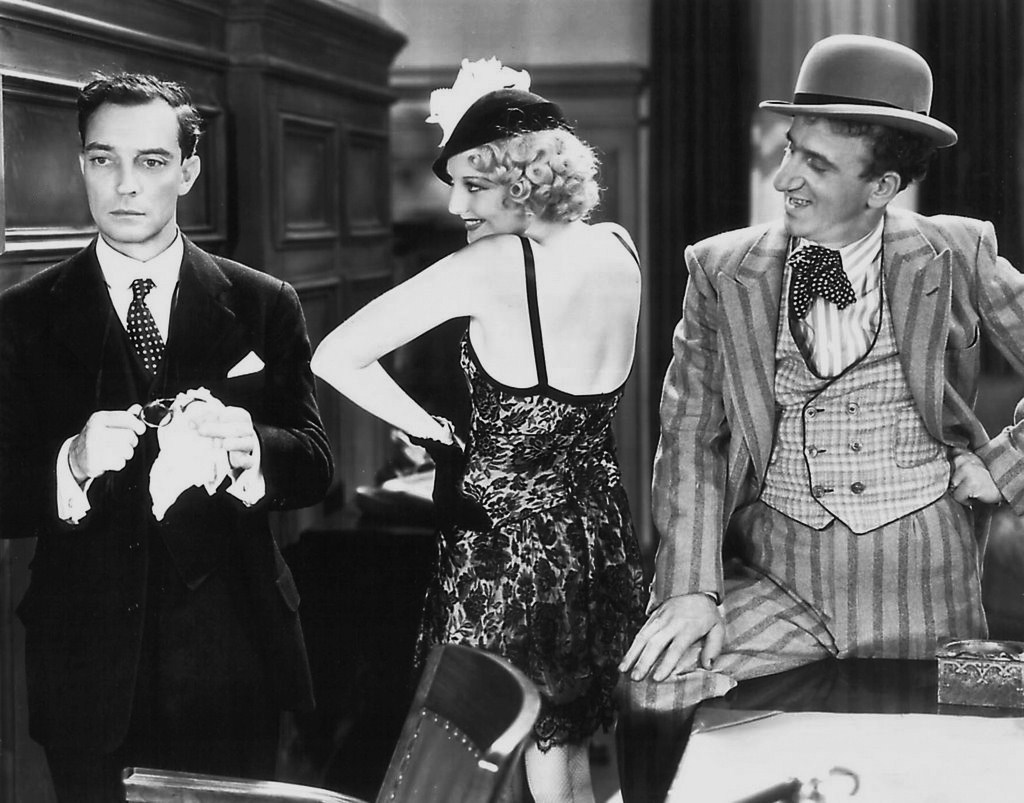
《쉽게 말하기》

MGM과 계약한 이후, 곧이어 발성 영화가 도입되면서 키튼도 발성 영화에 나오게 되었다. 키튼은 MGM에서 기획한 뮤지컬 영화인 《할리우드 리뷰 오브 1929》와 기타 여러 영화에 조연으로 나온 후 지미 듀렌트와 같이 나오게 되었는데, 키튼은 듀렌트와의 활동에 만족하지 못했고 《뭐라고! 맥주가 없다고?》를 끝으로 MGM에서 해고되게 된다. 키튼은 이후 프랑스로 가서 독립 영화를 찍었다.
다시 할리우드로 돌아온 키튼은 에듀케이셔널 픽처스로 가 16편의 코미디 영화를 제작하게 된다. 이후 그는 다시 MGM으로 가 마르크스 형제들이 출연한 《오페라의 밤》 등의 영화에서 각본가로 활동하였다. 그는 이 사이에 루실 볼이 텔레비전과 영화계에서 뛰도록 도와주었다.